# Кадрете
Кадрете (ісп. Cadrete) — муніципалітет в Іспанії, у складі автономної спільноти Арагон, у провінції Сарагоса. Населення — 3054 особи (2010).
Муніципалітет розташований на відстані близько 260 км на північний схід від Мадрида, 12 км на південний захід від Сарагоси.
На території муніципалітету розташовані такі населені пункти: (дані про населення за 2010 рік)
- Кадрете: 1681 особа
- Лас-Колінас: 474 особи
- Муральяс-де-Санта-Фе: 183 особи
- Ель-Сісальєте: 546 осіб
- Лос-Оліварес: 170 осіб

## Демографія
Динаміка населення (INE ):